# Apostegania rectilineata
Apostegania rectilineata är en fjärilsart som beskrevs av Swinhoe 1906. Apostegania rectilineata ingår i släktet Apostegania och familjen mätare. Inga underarter finns listade i Catalogue of Life.